# Martes
|  | Denne artikel er oprettet af botten PalnaBot ud fra en ekstern database. Den kan derfor have sproglige fejl eller mangler. Denne skabelon kan fjernes efter kontrol af indholdet. |

Martes er en dokumentarfilm instrueret af Elina Cullen efter manuskript af Elina Cullen.

## Handling
Marte: Mar'te - spansk. a) græsk krigsgud: b) jordens nærmeste planet; -, tirsdag. Krigsgudens Mars' farve er rød.